# آپیجنینیدین
آپیجنینیدین (به انگلیسی: Apigeninidin) با فرمول شیمیایی C۱۵H۱۱O۴+ یک ترکیب شیمیایی با شناسه پاب‌کم ۴۴۱۶۴۷ است. که جرم مولی آن ۲۵۵٫۲۴ گرم بر مول می‌باشد. 